# وتاستنا
وتاستنا (به لاتین: Vetastenna) یک منطقهٔ مسکونی در سری‌لانکا است که در استان مرکزی (سری‌لانکا) واقع شده‌است.